# Квазимодо, Сальваторе
Сальвато́ре Квази́модо (итал. Salvatore Quasimodo, 20 августа 1901 — 14 июня 1968) — итальянский писатель, поэт, переводчик. Лауреат Нобелевской премии по литературе 1959 года «За лирическую поэзию, которая с классической живостью выражает трагический опыт нашего времени».

## Биография
Определённая известность к Квазимодо пришла после переводов древнегреческой поэзии, Шекспира, Евангелия от Иоанна, книги, которая используется во время проведения собраний масонских лож. В сочинениях Квазимодо многое связано с мифологическими и спиритуалистическими мотивами В его поэзии всё объединено в единое целое и базируется на прочной социально-этической основе. Будучи по натуре политкорректным и интеллигентным человеком, всегда выступал в защиту преследуемых поэтов и писателей.
31 марта 1922 года был посвящён в масоны в ложе «Арнальдо да Брешиа» в Ликате. В 1945 году вступил в Итальянскую коммунистическую партию, посещал СССР.
Осенью 1958 года во время поездки в СССР попал с инфарктом в Боткинскую больницу Москвы. После длительной реабилитации весной 1959 года вернулся в Италию.

## Произведения
- Acque e terre (1930)
- Oboe sommerso (1932)
- Erato e Apòllìon (1938)
- Poesie (1938)
- Ed è subito sera (1942)

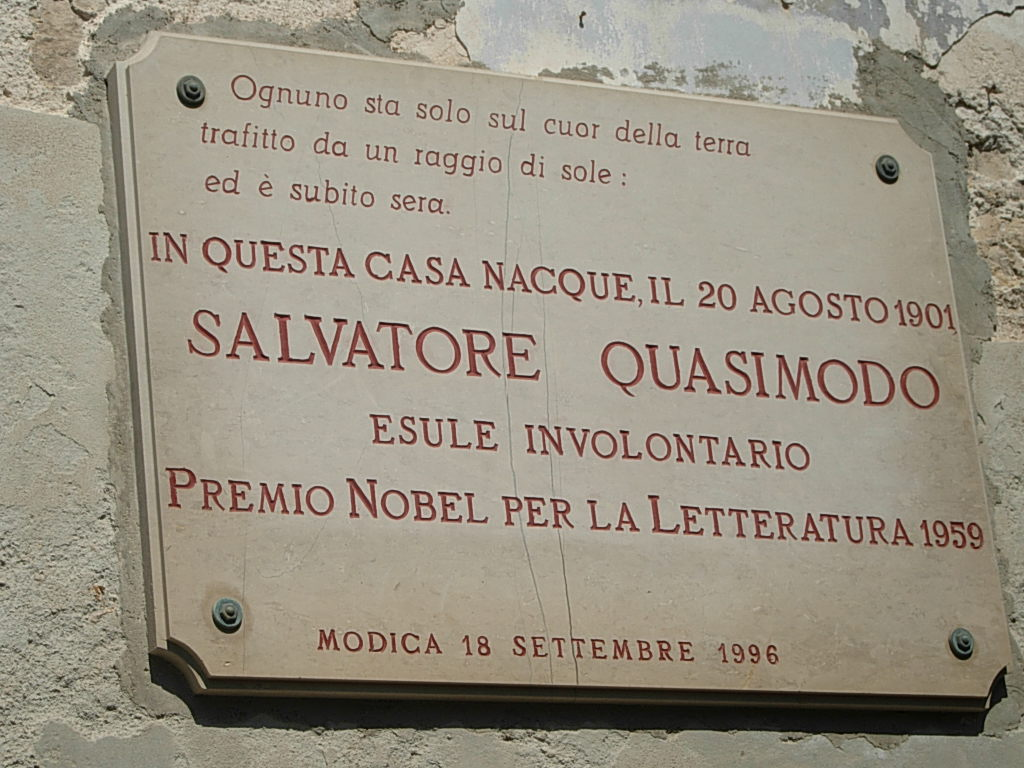
Памятная доска на доме, где родился Сальваторе Квазимодо

- Con il piede straniero sopra il cuore (1946)
- Giorno dopo giorno (1947)
- La vita non è sogno (1949)
- Il falso e vero verde (1954)
- La terra impareggiabile (1958)
- Il poeta e il politico e altri saggi (1960)
- Dare e avere (1966)

## Издания на русском языке
- Квазимодо Сальваторе. Избранная лирика. Серия: Избранная зарубежная лирика. М.: Молодая гвардия, 1967. 48 с.
- Квазимодо Сальваторе. Моя страна — Италия. М.: Издательство иностранной литературы, 1961.
- Сальваторе Квазимодо У счастливых причалов Архивная копия от 21 ноября 2015 на Wayback Machine Перевод с итальянского Ярославы Хоменко